# Jerzy Jarowiecki
Jerzy Jarowiecki (ur. 27 maja 1930, Borysław, pow. Drohobycz) – prasoznawca, literaturoznawca, historyk prasy, profesor w Uniwersytecie Pedagogicznym im. Komisji Edukacji Narodowej w Krakowie.

## Życiorys
Od 1941 mieszkał we Lwowie, a w 1945 został repatriowany do Bytomia. Następnie przeniósł się do Wałbrzycha, gdzie w 1950 ukończył I Państwowe Gimnazjum oraz Liceum im. B. Limanowskiego. Tam też podjął pracę jako nauczyciel w miejscowej szkole podstawowej.
W 1957 ukończył studia magisterskie w Wyższej Szkole Pedagogicznej im. Komisji Edukacji Narodowej w Krakowie i obronił pracę magisterską Monografia powieści historycznych J. I. Kraszewskiego "Sceny Sejmowe" i "Grzechy hetmańskie", napisaną pod kierunkiem prof. dr. Wincentego Danka. Pod jego kierunkiem w 1964 obronił również rozprawę doktorską Źródła i klasyfikacja historycznych powieści Józefa Ignacego Kraszewskiego z czasów stanisławowskich. Tytuł profesora nauk humanistycznych uzyskał w 1985.
W latach 1955–2002 związany z Uniwersytetem Pedagogicznym im. Komisji Edukacji Narodowej w Krakowie. W latach 1987–1990 był także jego prorektorem. W latach 1978–2002 był kierownikiem Samodzielnego Zakładu Bibliotekoznawstwa i Informacji Naukowej oraz dyrektorem Instytutu Bibliotekoznawstwa i Informacji Naukowej.
Wykładał na Wydziale Zarządzania Wyższej Szkoły Zarządzania "Edukacja" we Wrocławiu, na Wydziale Filologicznym Uniwersytetu Szczecińskiego (w latach 1985-1994 był dyrektorem Instytutu Filologii Polskiej tamże) oraz na Wydziale Nauk Humanistycznych Akademii Polonijnej. W latach 2010–2012 prorektor Małopolskiej Wyższej Szkoły Zawodowej im. J. Dietla w Krakowie.
W latach 1993–2007 był członkiem Zarządu Komisji Prasoznawczej Oddział PAN w Krakowie. Był także redaktorem naczelnym "Rocznika Historii Prasy Polskiej".
Od 1953 należał do Polskiej Zjednoczonej Partii Robotniczej. Pełnił funkcję I sekretarza Komitetu Uczelnianego PZPR w Wyższej Szkole Pedagogicznej. Od 1968 do 1970 był kierownikiem Wydziału Kultury, Nauki i Oświaty Komitetu Wojewódzkiego tej partii w Krakowie, a w 1987 pełnił funkcję wiceprzewodniczącego Komisji Kontrolno-Rewizyjnej Komitetu Krakowskiego PZPR.

## Wybrane publikacje
- Prasa lwowska w latach 1864-1918: bibliografia, 2002, ISBN 83-7271-181-X
- Studia nad prasą polską XIX i XX wieku, 1997, ISBN 83-86841-89-3
- Prasa polska 1939-1945, 1980, ISBN 83-01-01728-7 (wspólnie z Jerzym Myślińskim i Andrzejem Notkowskim)
- Katalog krakowskiej prasy konspiracyjnej 1939-1945, 1978
- Prasa podziemna w latach 1939-1945: studia i szkice, 1975
- Życie kulturalne w Krakowie w latach 1945-1969, 1970[5][7]